# إنترلوكين 1 بيتا
إنترلوكين 1 بيتا ومختصره (IL1β) ويعرف أيضا بمولد الحمى في الكريات البيض (بالإنجليزية: leukocytic pyrogen)‏ والوسيط الداخلي في الكريات البيض (بالإنجليزية: leukocytic endogenous mediator)‏ وعامل الخلايا وحيدة النواة (بالإنجليزية: lymphocyte activating factor)‏ بالإضافة لأسماء أخرى هو بروتين سيتوكين موجود عند الإنسان ومشفر بالمورثة IL1B.
هنالك نوعان من إنترلوكين 1 وهما: إنترلوكين 1 ألفا وإنترلوكين 1 بيتا. يقوم كاسباز 1 بتحويل طليعة إنترلوكين 1 بيتا إلى النوع الناضج من إنترلوكين 1 بيتا.

## الأهمية السريرية
تؤدي زيادة إنتاج إنترلوكين 1 بيتا إلى عدد من المتلازمات الالتهابية الذاتية، أبرز هذه المتلازمات ما يسمى بالمتلازمة الدورية المرتبطة بكرايوبايرين والتي تحدث بسبب طفرات في مستقبل الجسيم الالتهابي NLRP3 الذي له دور في عمل إنترلوكين 1 بيتا.
وقد لوحظ أن إختلال الميكروبيوم Dysbiosis يؤدي إلى التهاب العظم والنقي من خلال نمط معتمد على إنترلوكين 1 بيتا.

### أدوية تستهدف إنترلوكين 1 بيتا
كاناكينوماب جسم مضاد وحيد النسيلة يستهدف إنترلوكين 1 بيتا مرخص في الكثير من البلدان لعلاج المتلازمات الدورية المرتبطة بكرايوبايرين.